# Алвиш, Жуан
Жуа́н Арту́р Ро́за А́лвиш (порт. João Artur Rosa Alves; род. 18 августа 1980, Шавиш) — португальский футболист, полузащитник. Провёл 3 матча за сборную Португалии.
Воспитанник клуба «Шавеш», там же начал взрослую карьеру, проведя 10 матчей в высшей португальской лиге в сезоне 1998/99, по результатам которого клуб вылетел из высшей лиги; в последующие 5 сезонов Жуан выступал за «Шавиш» во втором по силе дивизионе страны, будучи игроком основного состава. Затем выступал в высшей лиге за «Брага», по ходу сезона 2005/06 перешёл в лиссабонский «Спортинг», где провёл два сезона, по результатам обоих его клуб становился вторым в высшей лиге страны. В сезоне 2005/06 выходил на поле в составе «Спортинга» регулярно, затем потерял место в составе, проведя в сезоне 2006/07 лишь две игры в первенстве. Летом 2007 года перешёл в «Виторию», затем занял в её составе третье место в первенстве страны 2007/08.